# Five Finger Death Punch
 (транскр.  Фајв фингер дет панч), такође познати као FFDP или 5FDP, амерички су хеви метал бенд из Лас Вегаса, Неваде. Формирани 2005. године, име групе изведено је из борилачких вештина 2003. године из филма Убити Била. Бенд су првобитно чинили певач Иван Л. Муди, гитариста Золтан Батори, гитариста Калеб Ендру Бингам, басиста Мет Снел и бубњар Џереми Спенсер. Бингам је замењен гитаристом Дарелом Робертсом 2006. године, кога је онда заменио Џејсон Хук 2009. године. Басиста Мет Снел отишао је из бенда 2010. године, и био је замењен Крисом Каелом 2011. године.
Њихов деби албум The Way of the Fist пуштен је 2007. године, након чега је бенд почео да постиже велики успех. Пратећи албум War Is the Answer 2009. године додатно повећава њихову популарност, што је довело до златних сертификата за оба албума од стране РИАА-е, продавши преко 500,000 копија сваког албума појединачно у Сједињеним Америчким Државама. Њихов трећи албум, American Capitalist, објављен је 11. октобра 2011. године, и њиме су добили Златни статус током године. Бенд је свирао на интернационалним музичким фестивалима, укључујући и Мејхем Фестивал 2008, 2010. и 2013, и Даунлоуд фестивал 2009, 2010, 2013. и 2015. године.
Фајв фингер дет панч бенд је прималац Радио Контрабенд Рок Радио награде за "Инди извођач године" 2011, 2012, 2013. и 2014. године. Такође су почаствовани са Радио Контрабенд Рок Радио наградом за албум American Capitalist и песму године Coming Down 2012. и Видео године за Wrong Side of Heaven 2014. године.

## Историја

### Формирање и(2005–09)
Фајв фингер дет панч је формиран 2005. године од стране некадашњег басисте групе У. П. О., Золтана Баторија и бубњара Џеремија Спенсера. Име бенда изведено је из покрета филмских борилачких вештина од стране оснивача Золтана. Басиста Мет Снел придружио се почетком 2006. године. Касније те године, Батори је контактирао певача Ивана Мудија (некадашњи припадник групе Мотогретер, пославши му нешто материјала који је бенд снимио и питао га да дође на аудицију за позицију певача. Муди је долетео из свога дома у Денверу, Колорадо у Лос Анђелес и убрзо је започео снимање материјала са бендом.
До краја 2006, њихов деби албум, The Way of the Fist, је био снимљен, у потпуности израђен од стране бенда. Албум је снимљен са Стивом "Сачма" Бруном и Мајком Саркисаном и миксован је од стране гитаристе Логана Мадера. Након тражења другог гитаристе, пронашли су Калеба Бингама који је учествовао у неким шоуовима са бендом, али је касније смењен Дарелом Робертсом. Убрзо након снимања албума, потписали су уговор са Firm Music, грану „The Firm“-а. Јула 10., 2007. године, објављен је EP, Pre-Emptive Strike, ексклузивно кроз америчку Ајтјунс продавницу. Албумов водећи сингл, „The Bleeding“, објављен је 13. јула 2007. године.  је објављен 31. јула 2007. године. Албум је ушао у Билборд 200 на 199. месту и добио је златни сертификат 2011. године.
Од 30. јула до 2. септембра 2007. године, бенд је кренуо на свој први циклус великих турнеја као један од присталица Family Values Tour групе Корн. Такође су били присталице North American leg Корнове Bitch We Have a Problem турнеје од 22. септембра до 27. октобра 2007. године. Били су спремни за турнеју од јануара до марта 2008. са групама Каимира и Ол Дет Римеинс, али је певач Муди добио цисте на гласним жицама и били су присиљени да се повуку. Када се у потпуности опоравио, опет су започели турнеју. Били су пратиоци Дистурбд-a на њиховој Indestructible турнеји кроз САД од априла до маја 2008. године.
The Way of the Fist је поново објављен 13. маја 2008, са 3 додатне нумере. Једна од нумера, "Never Enough" је објављена као албумов други сингл 15. јула 2008. Касније те године, били су део Мејхем фестивала свирајући на „Jägermeister“ бини. Трећи сингл The Way of the Fist-a, „Stranger Than Fiction“ је објављен 17.септембра 2008. The Way of the Fist је објављен кроз Spinefarm Records у Канади, 4. новембра 2008, и у Европи 19. јануара 2009. године. У јануару 2009, од Дарела Робертса се тражило да напусти бенд и онда је смењен гитаристом Џејсоном Хуком. Окончали су подршку свог првог албума свирајући на главној бини Даунлоуд фестивала 2009. године.

### (2009–10)
је најављен маја 2009. као други студијски албум Фајв фингер дет панча. Албум је произведен од стране Кевина Чурка и миксован од стране Рендија Стауба. Албум је дебитовао као број 7 на Билборд 200 и добио је сертификат платине од РИАА-e. Први сингл са албума, „Hard to See“ је објављен 21. јула 2009. Да би промовисали War is the Answer, Фајв фингер дет панч је започео The Shock and Raw турнеју у САД. Главну подршку на турнеји је обезбедио Шедоус Фол, са додатном подршком која је дошла од Отеп и ТуСентс. При завршетку турнеје, Фајв фингер дет панч је The Shock and Raw однео и у Европу, завршавајући путању у Великој Британији. Главна подршка је опет био Шедоус Фол, а почетни акти у Великој Британији су били Rise to Remain и Magnacult.
Други сингл са War is the Answer, „Walk Away“ објављен је 2. новембра, 2009. Албум је такође изазвао појаву два сингла ексклузивна за Велику Британију, „Dying Breed“, објављен 16. новембра 2009. и „No One Gets Left Behind“, објављен 8. марта 2010. године. Током марта 2010, Фајв фингер дет панч је отпутовао у Ирак и одсвирао 10 тачака оружаним снагама САД-а. Бендов кавер песме „Bad Company“ истоимене групе Бед Компани је објављен као пети сингл албума War is the Answer 17. маја 2010. На путу до сета у Rock am Ring и Rock im Park, Золтан Батори, Мет Снел и Џереми Спенсер су задржани од стране немачке полиције због наводног кршења интернационалног закона за оружје. Схвативши да је дошло до неспоразума, немачка полиција је ослободила припаднике бенда и они су наступили на Rock im Park 4. juna 2010. i na Rock am Ring 6. juna 2010. po rasporedu.
Фајв фингер дет панч је такође наступао на главној бини „Maurice Jones“ на Даунлоуд фестивалу 12. јуна 2010.. Док су свирали песму „Dying Breed“, њихов сет је прекинут услед превише људи који су крауд сурфовали до бине. Дозвољено им је да одсвирају још само финалну песму, „The Bleeding“. Свирали су на главној бини на Мејхем фестивалу 2010. са Корн, Роб Зомби и Лемб оф Гад од 10. јула до 14. августа 2010. Августа 17. 2010, извели су песме „Bad Company“ и „Hard to See“ на ABC шоуу Џими Кимел Лајв!. Бенд је објавио „Far from Home“ 16. септембра 2010. године као шести сингл са „War is the Answer“ албума. Подржала их је група Гадсмек на њиховој „The Oracle 2010“ турнеји од 3. октобра до 4. новембра 2010. године. Песма „Dying Breed“ је истакнута као музика у прерађеној верзији игре Сплетерхаус од Намко Бандаи Гејмс-а 23. новембра 2010.

### (2010–13)
Бенд је почео са снимањем трећег албума са правим називом American Capitalist у новембру 2010. године у The Hideout студију који се налази у Лас Вегасу, Невади. Албум је објављен 11. октобра 2011. Албум је произведен од стране Кевина Чурка, који је такође продуцирао и претходни албум бенда War Is the Answer. Најављено је у априлу 2011. године да је басиста Мат Снел отишао из групе у децембру 2010. и у јуну 2011. је најављено да је Крис Каел Снелова замена. Први сингл албума American Capitalist, под именом „Under and Over It“, пуштен је 27. јула 2011, а спот за ту песму је изашао у септембру исте године. У прилог албума, Фајв фингер дет панч је кренуо на своју турнеју „Share the Welt“ од 16. октобра до 14. децембра 2011. године са подршком бендова Ол Дет Римеинс, Хејтбрид и Реинс и њихова „Furious and Deadly“ турнеја од 23. марта до 12. априла 2012. са подршком бендова Соулфлај, Виндоупеин и Персист. Песма „Back For More“ је укључена у саундтрек за видео игру -Меденд НФЛ 12. „Back for More“ је пуштена као дигитални сингл 13. септембра 2011. „Remember Everything“ је пуштена као други званични сингл за албум American Capitalist у новембру 2011, са спотом који је изашао у фебруару 2012. године. „Coming Down“ у априлу 2012. објављена је као трећи званични сингл албума , са спотом, који је режирао Ник Питерсон, у јуну 2012. године. Песма је освојила награду на Индепендент мјузик аворд 2013. као најбоља Метал/Хардкор песма.
Од 13. јула до 28. августа 2012, Фајв фингер дет панч учествовао је у Метал Хемеровом „Треспес Америка“ фестивалу са подршком бендова Бетлкрос, Гад Форбид, Емур, Поп Ивл, Тривијум и Килсвич Енгејџ.

### (2013–15)
Фајв фингер дет панч 15. фебруара 2013, навео је на сајту Фејсбукa да раде на четвртом албуму и да се завршетак албума очекује на лето. Затим су 28. фебруара објавили слику на Фејсбуку са Иваном као последњег који ради на вокалном снимању новог албума. На Јутјубу је постављен ажурирани видео 12. марта. Бенд је најавио 18. марта да ће свирати на Мејхем фестивалу 2013. Истог дана, Фајв фингер дет панч поставио је промоциони видео за предстојећу турнеју са новом, кратком песмом "Here to Die".
Фајв фингер дет панч најавио је 1. маја 2013. пуштање нових студијских албума: The Wrong Side of Heaven and the Righteous Side of Hell, Volume 1 који је планиран да се пусти 30. јула, са The Wrong Side of Heaven and the Righteous Side of Hell, Volume 2 пратећи касније током године. Током петогодишњих Golden Gods награда, Фајв фингер дет панч извео је своју нову песму са Робом Халфордом из групе Џудас Прист с називом "Lift Me Up". Песма је изашла као сингл 14. маја.
Бенд је 6. јуна открио позадину за албум The Wrong Side of Heaven and the Righteous Side of Hell, Volume 1 и такође открио део будућег сингла „Dot Your Eyes“. је објављен 30. јула и достигао је другу позицију на Билборд 200 са 113,000 копија продатих у првој недељи објаве, стварајући бендов најбољи деби до сада. The Wrong Side of Heaven and the Righteous Side of Hell, Volume 1 је продао преко 210,000 копија до данас.
"Battle Born" је њихов нови сингл, објављен 9. септембра 2013, у очекивању њиховог петог студијског албума The Wrong Side of Heaven and the Righteous Side of Hell, Volume 2, који је објављен 19. новембра исте године. Продато је 77,000 копија у првој недељи објаве, и још једном су доспели на друго место Билборд 200.
Фајв фингер дет панч је пустио спот за песму "Wrong Side of Heaven" 11. августа 2014. године. Радња спота је прича о ветеранима бескућницима, који пате од ПТСД-а, ТПМ и депресије након служења у војсци, и не примају никакву помоћ која им је неопходна, упркос њиховом служењу земљи.

### (2015–данас)
Фајв фингер дет панч је 12. децембра 2013. године током радио интервјуа открио да су већ кренули да раде на шестом студијском албуму.
Бенд је 14. јануара 2015. најавио US Spring headline турнеју која ће се одвијати од 25. априла до 9. маја те године и да је њихова намера да отворе студио за писање и снимање новог албума.
Бенд је објавио наслов њиховог шестог албума Got Your Six 2. маја 2015. као задиркивање обожавалаца, уз наслов нове песме „Ain't My Last Dance“ на њиховој званичној страници Фејсбука који је најављен за објаву 28. августа, али је објављен недељу дана касније.
Најавили су 19. маја 2015. a co-headlining Северноамеричку турнеју са дугогодишњим пријатељима Папа Роуч. Промовисаће надолазећи албум и биће у пратњи групе Ин дис момент као специјални гости са подршком Фром ешес то њу за турнеју. Бенд је такође наступао на главној бини као део Даунлоад фестивала 2015. године.
Априла 27., 2016. године, Билборд магазин је објавио да је бендова издавачка кућа Проспект Парк подигла оптужницу против бенда 21. априла због кршења уговора. Основа оптужнице наводи да је бенд започео рад с новим албумом без сагласности Проспект Парка.

## Стил и утицаји
Музика бенда Фајв фингер дет панч је генерално виђена као хеви метал, али је такође категоризована као хард рок, алтернативни метал, грув метал, и треш метал. Кратко након првог наступа 2008. године, гитариста Золтан Батори изјавио је да је бенд углавном хеви метал, са утицајем треш и Европског стила метала. У 2014. години, Батори је опет дао изјаву да је бенд најбоље сместити у категорију хеви метала, и такође да су поджанрови угрожавају „братство“ и вредност хеви метал музике. Међутим, додао је да бенд садржи и неколико других стилова, али није именовао ниједан.

## Чланови бенда
| Садашњи чланови - Золтан Батори – ритам гитара (2005 – данас), бас гитара (2005), главна гитара (2005) - Jeremy Spencer – бубњеви (2005 – данас), вокал (2005) - Иван Муди – главни вокал (2006 – данас) - Џејсон Хук – главна гитара, пратећи вокал (2009 – данас) - Крис Каел– бас гитара, пратећи вокал (2011 – данас) | Бивши чланови - Мет Снел – бас гитара, пратећи вокал (2005 - 2011) - Дарел Робертс – главна гитара, пратећи вокал (2006 – 2009) - Калеб Ендру Бингам – главна гитара, пратећи вокал (2005 - 2006) |

Временски период

## Дискографија
Студијски албуми
- The Way of the Fist (2007)
- War Is the Answer (2009)
- American Capitalist (2011)
- The Wrong Side of Heaven and the Righteous Side of Hell, Volume 1 (2013)
- The Wrong Side of Heaven and the Righteous Side of Hell, Volume 2 (2013)
- Got Your Six (2015)
- And Justice for None (2018)
- F8 (2020)
- AfterLife (2022)

## Признања и награде
| Година | Прималац/Номиновани рад     | Награда            | Резултат   |
| 2012   | Золтан Батори, Џејсон Хук   | Најбољи гитариста  | Номиновано |
| 2012   | Иван Муди                   | Најбољи певач      | Номиновано |
| 2012   | Џереми Спенсер              | Најбољи бубњар     | Освојено   |
| 2012   | Амерички капиталисти        | Албум године       | Номиновано |
| 2013   | Фајв фингер дет панч        | Најбољи бенд уживо | Номиновано |
| 2014   | The Wrong Side of Heaven... | Албум године       | Номиновано |
| 2014   | Иван Муди                   | Најбољи певач      | Номиновано |
| 2014   | Золтан Батори, Џејсон Хук   | Најбољи гитариста  | Номиновано |
| 2014   | Крис Каел                   | Најбољи басиста    | Освојено   |
| 2014   | Lift Me Up                  | Песма године       | Освојено   |
| 2014   | Фајв фингер дет панч        | Најоданији фанови  | Номиновано |

| Година | Прималац/Номиновани рад | Награда                      | Резултат   |
| 2009   | Фајв фингер дет панч    | Најбољи нови бенд            | Освојено   |
| 2010   | Фајв фингер дет панч    |                              | Освојено   |
| 2010   | Золтан Батори           |                              | Освојено   |
| 2012   | Фајв фингер дет панч    | Најбољи интернационални бенд | Номиновано |
| 2012   | Золтан Батори           |                              | Номиновано |
| 2013   | Фајв фингер дет панч    | Најбољи интернационални бенд | Номиновано |
| 2014   | Фајв фингер дет панч    | Најбољи бенд уживо           | Номиновано |

| Година | Прималац/Номиновани рад | Награда                        | Резултат   |
| 2009   | Фајв фингер дет панч    | Најбољи интернационални дошљак | Номиновано |

| Година | Прималац/Номиновани рад | Награда             | Резултат |
| 2011   | Фајв фингер дет панч    | Инди извођач године | Освојено |
| 2012   | Фајв фингер дет панч    | Инди извођач године | Освојено |
| 2012   |                         | Албум године        | Освојено |
| 2012   |                         | Песма године        | Освојено |
| 2013   | Фајв фингер дет панч    | Инди извођач године | Освојено |
| 2014   | Фајв фингер дет панч    | Инди извођач године | Освојено |
| 2014   |                         | Видео године        | Освојено |

| Година | Прималац/Номиновани рад | Награда                         | Резултат |
| 2014   |                         | Најбољи интернационални албум   | Освојено |
| 2014   | Фајв фингер дет панч    | Најбоља интернационална група   | Освојено |
| 2016   | Фајв фингер дет панч    | Најбољи интернационални извођач | Освојено |

| Година | Прималац/Номиновани рад   | Награда             | Резултат   |
| 2013   |                           | Рок албум године    | Номиновано |
| 2013   |                           | Рок песма године    | Номиновано |
| 2013   | Фајв фингер дет панч      | Рок бенд године     | Номиновано |
| 2013   | Фајв фингер дет панч      | Најоданији фанови   | Номиновано |
| 2013   | Фајв фингер дет панч      | Најбоља тачка уживо | Номиновано |
| 2014   |                           | Најбољи рок видео   | Освојено   |
| 2015   |                           | Најбољи рок албум   | Номиновано |
| 2015   |                           | Најбоља рок песма   | Номиновано |
| 2015   | Фајв фингер дет панч      | Најбољи рок бенд    | Номиновано |
| 2015   | Золтан Батори, Џејсон Хук | Најбољи гитариста   | Номиновано |
| 2015   | Џереми Спенсер            | Најбољи бубњар      | Освојено   |

| Година | Прималац/Номиновани рад | Награда        | Резултат |
| 2015   | Фајв фингер дет панч    | Извођач године | Освојено |

| Година | Прималац/Номиновани рад | Награда            | Резултат   |
| 2016   | Фајв фингер дет панч    | Рок извођач године | Номиновано |